# Mîhailivka (Mîhailivka), Berezivka
Mîhailivka (în ucraineană Михайлівка) este un sat în comuna Berezivka din raionul Berezivka, regiunea Odesa, Ucraina. Anterior a purtat denumirea Cervonovolodîmîrivka.

## Demografie
Componența lingvistică a localității Mîhailivka
     Ucraineană (97,47%)
     Rusă (1,47%)
     Alte limbi (0,84%)
Conform recensământului din 2001, majoritatea populației localității Mîhailivka era vorbitoare de ucraineană (97,47%), existând în minoritate și vorbitori de rusă (1,47%).